# Jenini
Jenini est un camp d'esclaves au Ghana sous le règne de Samory Touré 1870 - 1895 apr. J.-C. Les fouilles archéologiques à Jenini commencent en juillet 2004, dans le but de mieux comprendre la vie de ses occupants réduits en esclavage. Jenini reste un rappel saillant de l'implication de l'Afrique dans la traite transatlantique des esclaves.

## Les occupants de Jenini
Des peuples réduits en esclavage sont amenés à Jenini de différentes régions. Les gens sont entrés en esclavage en étant capturés, achetés ou nés en esclavage. Les esclaves vivraient dans l'enceinte de leur maître (dans une section spéciale), tandis que certains pourraient avoir vécu dans un village / hameau séparé. Dans certains cas, les esclaves pouvaient recevoir une éducation religieuse (quelques prières s'ils étaient musulmans) et une éducation suffisante pour participer à la vie religieuse de la communauté. Les esclaves pouvaient acheter leur propre liberté; ils pouvaient aussi cultiver leur propre terre si cela leur est permis. Les peuples réduits en esclavage ont trouvé des rôles dans l'armée, l'agriculture, la production artisanale, la forge, le commerce et le travail du cuir. Samory Touré, un guerrier mandingue, établit des camps d'esclaves, comme Jenini, au Ghana entre 1870 et 1895. Il est connu pour avoir résisté à la colonisation française au XIXe siècle. Il a construit un empire couvrant des parties de Bamako, du Mali, du Burkina Faso, de la Côte d'Ivoire, du Ghana et du Soudan. Ses opérations militaires ont touché de vastes zones qui englobaient différentes zones écologiques, ethniques et linguistiques.

## Archéologie
L'approvisionnement en céramiques trouvées lors des fouilles archéologiques à Jenini est effectué à l'aide d'une analyse instrumentale par activation neutronique et d'une spectrométrie de suppression Compton. L'équipe, BJB Nyarko et al., a utilisé 26 tessons de poterie pour des échantillons de tombes, fouillés en juillet 2004. Les tessons de poterie, qui sont utilisés pour l'analyse, sont prélevés à trois endroits du site, la tranchée 1, la tranchée 2 et la fosse 1. Leurs signatures géochimiques sont similaires, démontrant qu'ils sont constitués de la même matière première ou de matières premières ayant des compositions géochimiques similaires. Les preuves suggèrent que les esclaves, détenus au camp, utilisaient de l'argile de la même source pour leur poterie.
L'analyse de l'activation des neutrons confirme que les esclaves venaient de nombreuses régions différentes, mais qu'ils fabriquaient de la poterie à partir d'une source géographique similaire. Cette étude est importante pour comprendre la vie des occupants de Jenini. C'est une des premières étapes pour comprendre la production céramique des occupants. En outre, cette étude a contribué à inspirer d'autres recherches archéologiques, par exemple en examinant la poterie ancienne de la région d'Accra au Ghana. Le chercheur a utilisé 40 tessons de poterie pour identifier les types ou groupes de poterie qui peuvent être différenciés des autres groupes pour révéler une interprétation archéologique significative. Grâce à cette méthode, les chercheurs ont pu déduire que leurs sites désignés, Ayawaso et Shai, produisaient leurs propres pots tandis que Wullf, un autre site, achetait leurs pots sur les deux sites.
Bien qu'il y ait eu peu d'autres recherches à Jenini jusqu'à présent, la recherche archéologique sur l'histoire de l'esclavage en Afrique de l'Ouest s'est considérablement développée ces dernières années. La préservation et les fouilles de Jenini peuvent ainsi être comparées à celles d'Elmina, un port sur la côte ghanéenne au centre de la traite négrière ouest-africaine. Quinze années de recherches archéologiques sont menées à Elmina. Les objectifs sont de comprendre la vie quotidienne dans la colonie africaine, ainsi que de contextualiser Elmina en termes plus larges d'expansion européenne et de changement social. Une grande partie des fouilles s'est concentrée sur la péninsule, et bien que le site ait été affecté par le développement récent, de nombreuses zones sont bien préservées. Contrairement à Jenini, plus de 6 000 tessons de céramiques importées sont récupérés sur le site, ainsi qu'un grand nombre de céramiques produites localement. Il existe des documents documentaires faisant référence au tissu, montrant le commerce dans cette région, bien que le tissu ne survive pas bien archéologiquement dans les climats humides. Bien que les Portugais aient été les premiers colonisateurs européens dans la région, la colonie s'est développée sous la domination néerlandaise. Bien que les sources documentaires aident à marquer les limites de l'établissement, il est difficile de déterminer les variables sociales, économiques et culturelles qui ont influencé l'organisation de l'établissement.

## Préservation et enjeux entourant les camps
Les camps d'esclaves et les marchés de la région de Bolgatanga, à l'intérieur de l'Afrique de l'Ouest, rappellent la traite des esclaves. Dans les médias ghanéens, l'historien Akosua Perbi a déclaré qu'il y a des charniers à Jenini qui doivent encore être fouillés. Perbi a déclaré que des gens ont trouvé des ossements humains gisant à l'extérieur de maisons qui sont construites sur le site : "Alors que les gens balaient leurs enceintes, ils pouvaient voir des cadres de crânes sur le sol, et chaque fois qu'il pleut, beaucoup d'os sont emportés." Perbi et l'archéologue Yaw Bredwan-Mensah voient à travers la préservation des tumulus.
Le sujet de l'esclavage domestique en Afrique n'est pas souvent abordé parmi les populations locales mais est bien connu dans les travaux universitaires. Il y a un silence controversé sur l'implication de certains Africains dans la traite atlantique des esclaves. Les descendants des individus impliqués sont souvent stigmatisés et beaucoup ont changé de nom pour enterrer le passé. La période coloniale en Afrique est encore récente, et les effets et les souvenirs sont encore frais. Il y a cependant des sociétés africaines qui résistaient aux forces internes et externes et protégeaient leurs communautés du commerce.

## Un autre endroit nommé Jenini
Sir Philip Brocklehurst a mentionné une ville nommée Jenini (aujourd'hui Al-Genaïna) au Darfour, au Soudan.